# چاتایا
چاتایا (به مجاری:  Csátalja) یک شهرداری در مجارستان است که در ناحیه بایا واقع شده‌است. چاتایا ۸۱٫۸ کیلومتر مربع مساحت و ۱٬۴۳۷ نفر جمعیت دارد.